# Can Boles
Can Boles és una antiga casa senyorial d'Amer (Selva) habilitada com a dispensari, associació de veïns i escola. L'edifici és una obra protegida com a Bé Cultural d'Interès Local.

## Descripció
Edifici cantoner de tres plantes i coberta de doble vessant a façana situada a la Plaça del Monestir. Està situada un xic al mig de la plaça i té dues façanes, a part de l'arcada que travessa la plaça i connecta amb el carrer Narcís Junquera, que li dona, a la planta baixa, una altra façana. La construcció consta d'un porxo a la planta baixa de la part septentrional. Totes les obertures són rectangulars, emmarcades de pedra i amb llinda monolítica. La façana és arrebossada i pintada d'ocre vermellós, a excepció de la cadena cantonera nord-oriental i els marcs de les obertures.
La planta baixa consta d'un porxo amb dos arcs carpanell (sector nord) i un arc rebaixat de mig punt (sector est). Els marcs són de pedra i les impostes, emergents ide blocs rectangulars. Les voltes són d'aresta, encara que al sector est té l'eix de volta més estret. Pel que fa a les portes, finestres i accessos, n'hi ha quatre a la part nord, una a l'est i dos a la part oest, i són emmarcats de pedra. A la banda nord, sota les voltes, hi ha dues portes amb inscripcions i dates a les llindes. Les dues contenen la data de 1753, una en nombres àrabs i l'altra en nombres romans (MDCCLIII). A la banda occidental, sota l'arcada que dona al carrer Narcís Junquera, hi ha una finestra amb decoració d'arrel modernista i un gran portal que conserva pintades les lletres que acrediten un dels usos de l'edifici en el passat recent: ESCUELA PÚBLICA DE NIÑOS.
La primera planta consta d'una finestra de mida mitjana i dues grans finestres amb balcó. Cal destacar l'escut eclesiàstic fet de pedra sorrenca i la placa commemorativa de la inauguració de les últimes obres pel president de la Generalitat, el 1995. A la façana lateral, oriental, hi ha una finestra i un balcó, a més d'una plaça commemorativa dels acords dels síndics remences amb l'arbitratge reial en el conflicte feudal (1485-1985)
La segona planta té tres balcons a la façana nord i una finestra a la façana oriental.

## Història
Com altres parts del conjunt monàstic d'Amer, amb la desamortització de 1837 passarà a mas privades. Cap a 1980 fou comprat per l'Ajuntament d'Amer. Entre els elements decoratius a destacar conservats, hi ha un escut eclesiàstic en baix relleu sobre un dels balcons del primer pis.
L'edifici de Can Boles, durant la República (1931-39), va funcionar com a escola.
Can Boles ocupa part de l'antic palau de l'Abat i es va construir sobre d'una part de l'antic claustre destruït amb els terratrèmols del segle xv. Es va construir al segle xvi i es va reformar als segles XVIII, XIX i XX.
En aquesta última reforma, del 1985, s'hi va intervenir consolidant l'edifici i l'estructura de parets de càrrega i voltes, fent una coberta nova. En aquesta intervenció hi va participar el Departament de Cultura de la Generalitat de Catalunya, la Diputació de Girona i l'Ajuntament d'Amer.
Can Boles és un exemple d'arquitectura civil en evolució i transformació des del segle xvi. Actualment fa una funció plural. La planta baixa és un centre d'atenció mèdica i als pisos superiors tenen seu diverses entitats culturals i socials del poble, com ara el grup Esquelles o els Caçadors.
L'any 1989-1990, davant de Can Boles, van tenir lloc les excavacions arqueològiques per estudiar l'antic claustre del monestir, destruït al segle xv.